# 374
374 (CCCLXXIV) fue un año común comenzado en miércoles del calendario juliano, en vigor en aquella fecha.
En el Imperio romano, el año fue nombrado el del consulado de Augusto y Équito, o menos comúnmente, como el 1127 Ab urbe condita, adquiriendo su denominación como 374 a principios de la Edad Media, al establecerse el anno Domini.

## Acontecimientos
- 4 de mayo: según las estelas de la ciudad de Tikal (en la actual Guatemala), Búho Lanzadardos (f. 439) accede al trono de la ciudad de Teotihuacán (cerca de la actual Ciudad de México).
- Se firma la paz entre los alamanes y el Imperio romano.
- Los cuados invaden territorio romano.
- Los godos cruzan el Danubio y se instalan en Panonia.
- San Ambrosio, se convierte en obispo de Milán. De él recibió el canto ambrosiano su nombre, que se caracteriza por sus melodías monódicas y su alto contenido de drama.[1]
- El militar romano Valente traspasa gran parte de sus tropas a su compañero Valentiniano I, lo que provocaría un desequilibrio de poder.

## Nacimientos
- Gwanggaeto el Grande, rey coreano.

## Fallecimientos
- Gregorio Nacianceno el Viejo, sacerdote turco, canonizado por la Iglesia católica, padre de tres santos (n. 276).
- Nonna Naciancena, santa católica, madre de santa Gorgonia, san Cesáreo Nacianceno y san Gregorio Nacianceno.